# Aletta van Manen
Aletta van Manen (Wageningen, 20 de octubre de 1958) es una exjugadora neerlandesa de hockey sobre césped.

## Trayectoria
van Manen tuvo su primera participación olímpica en Los Ángeles 1984. En el torneo ganó la primera medalla de oro para la selección neerlandesa. En los Juegos Olímpicos de Seúl 1988 obtuvo la medalla de bronce, al derrotar a Reino Unido en el partido por el tercer puesto.